# Петровское (село, Наро-Фоминский район)

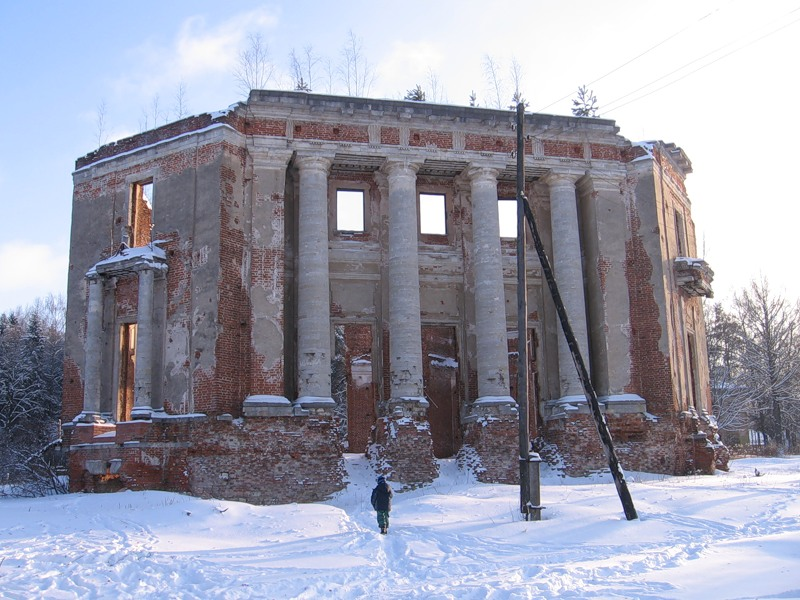
Главный дом усадьбы Демидовых.

Петровское — село в Наро-Фоминском районе Московской области, в составе городского поселения Калининец. Население — 383 чел. (2010). До 2006 года Петровское было центром Петровского сельского округа. В селе числятся 8 улиц и 6 садовых товариществ, действует средняя школа, дом культуры, Петровская районная больница № 3, работает завод «Пневмопривод».
В Петровском по адресу д.78 находится Национальный музей Радио — крупнейший специализированный радиотехнический музей России. Основан в 1990 году как малое предприятие «Музей Радио» В. И. Шапкиным. Фонды музея насчитывает свыше 10 000 ед. хранения. Научная библиотека имеет около 50 000 книг и других печатных изданий. Ведётся плановая научная работа по истории отечественной радиотехники, издаётся журнал «Вестник Музея Радио». Научные работы музея представлены в библиотеке им. А. Г. Архангельской с. Петровского. Посещение музея специалистами свободное. Для экскурсий предварительная договорённость. Специализированных экспозиционных площадей музей не имеет. Филиалы музея в гг. Мытищи и Пушкин Московской области.
Петровское является знаковым местом в истории национальной медицины. Здесь основала больницу и работала одна из первых земских женщин-врачей Анна Гавриловна Архангельская. Здесь работали выдающиеся практические врачи К. Г. Славский и М. М. Мелентьев. Об этом периоде земской и советской медицины выпущены мемуарные книги М. М. Мелентьева «Мой час и моё время», К. Г. Славского и В. И. Шапкина «Не Бог, не Диавол: я врач».
Петровское расположено в излучине, на правом берегу реки Десна, у впадения притока Лоша, высота центра над уровнем моря 182 м. Ближайшие населённые пункты на противоположном берегу реки — Юшково на севере и Бурцево на востоке.
На восточной окраине села находится усадьба Никиты Демидова Петровское-Алабино (также Петровское-Княжищево) конца XVIII века, построенная в стиле классицизма, предположительно по проекту М. Ф. Казакова и при ней недействующая церковь Петра, митрополита Московского 1785 года постройки, также работы Казакова. Там же — действующая Покровская церковь, постройки 1858 года.

## Население
| 2002 | 2006 | 2010 |
| ---- | ---- | ---- |
| 303  | ↗341 | ↗383 |